# Borzonasca
Borzonasca is een gemeente in de Italiaanse provincie Genua (regio Ligurië) en telt 2054 inwoners (31-12-2004). De oppervlakte bedraagt 80,0 km², de bevolkingsdichtheid is 25 inwoners per km².
De volgende frazioni maken deel uit van de gemeente: Montemoggio, Belpiano, Temossi, Brizzolara, Sopralacroce, Levaggi, Caregli, Borzone, Giaiette, Acero, Gazzolo, Barca di Gazzolo.

## Demografie
Borzonasca telt ongeveer 1407 huishoudens. Het aantal inwoners daalde in de periode 1991-2001 met 5,6% volgens cijfers uit de tienjaarlijkse volkstellingen van ISTAT.
| Jaar | Inwoneraantal |
| ---- | ------------- |
| 1991 | 2145          |
| 2001 | 2025          |

## Geografie
De gemeente ligt op ongeveer 167 m boven zeeniveau.
Borzonasca grenst aan de volgende gemeenten: Mezzanego, Ne, Rezzoaglio, San Colombano Certénoli, Santo Stefano d'Aveto, Tornolo (PR), Varese Ligure (SP).

## Externe link

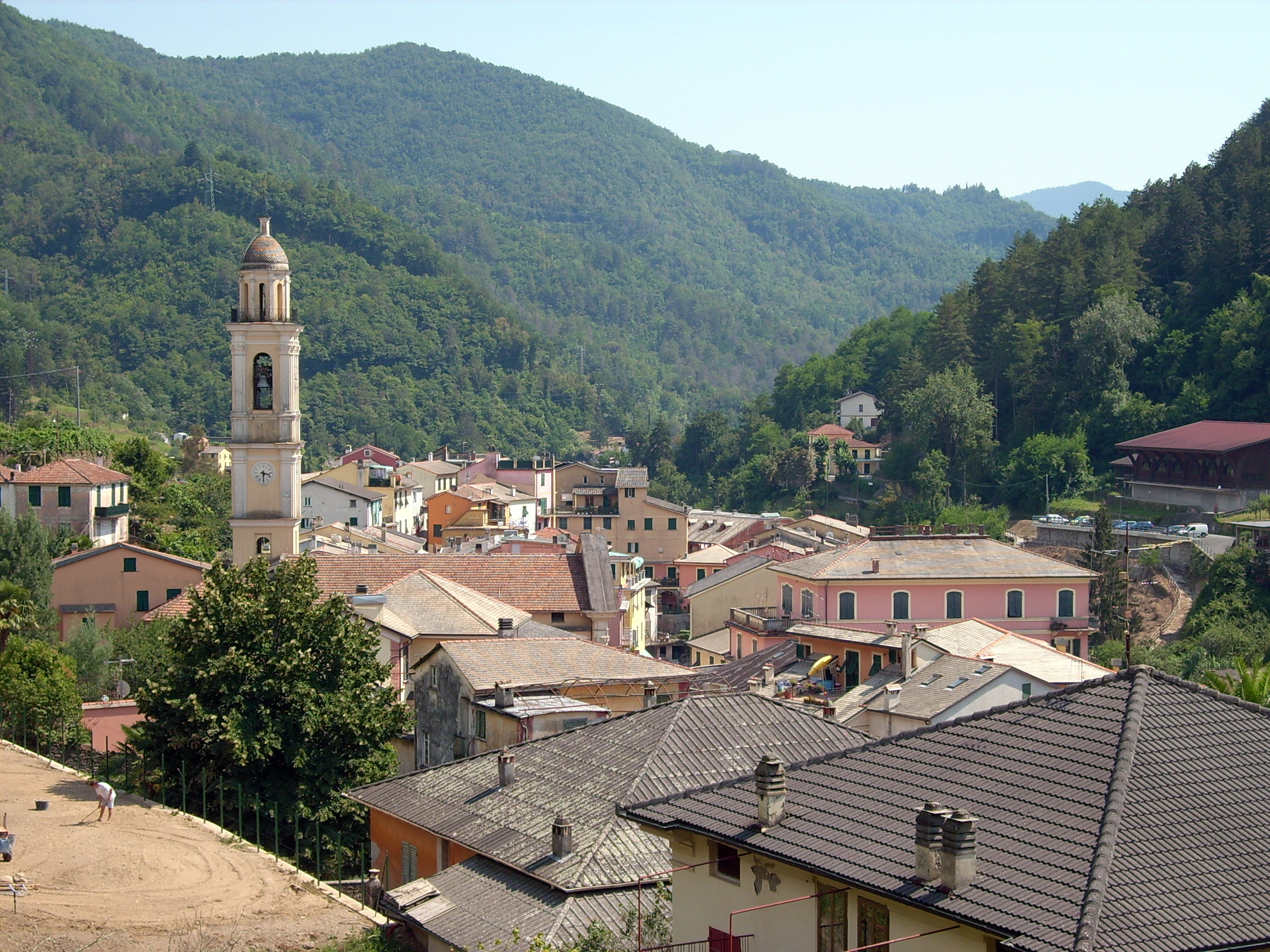
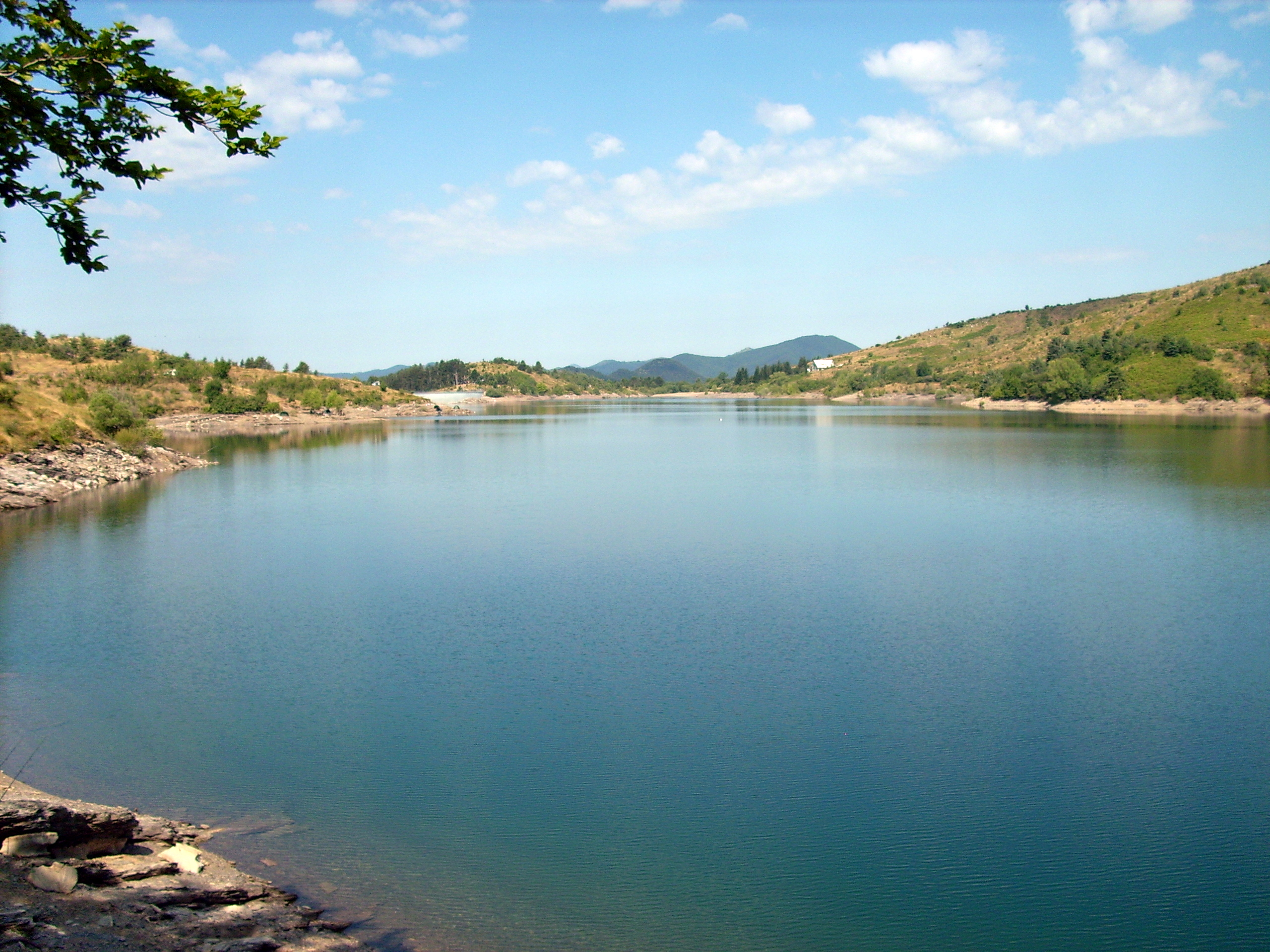
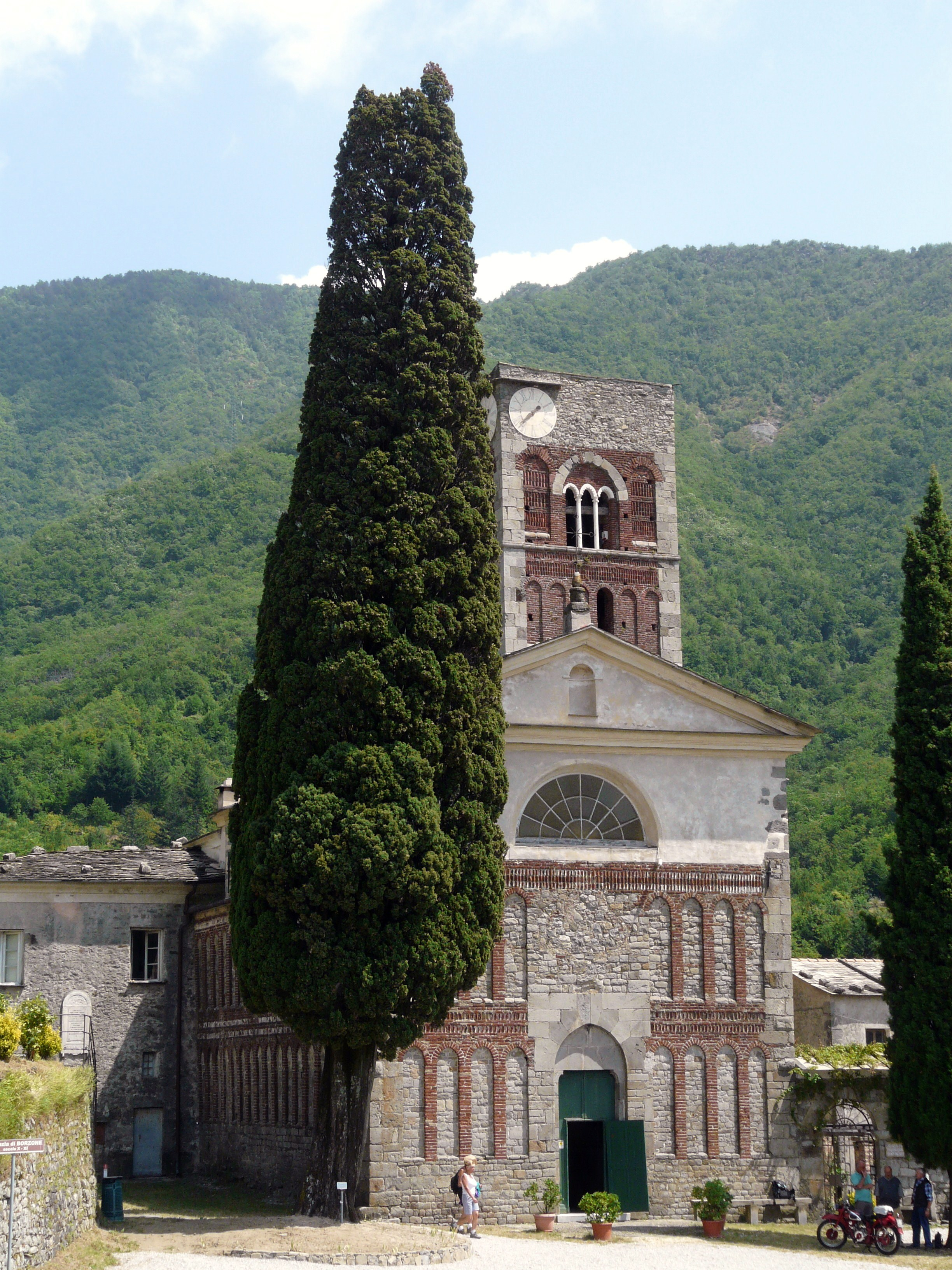
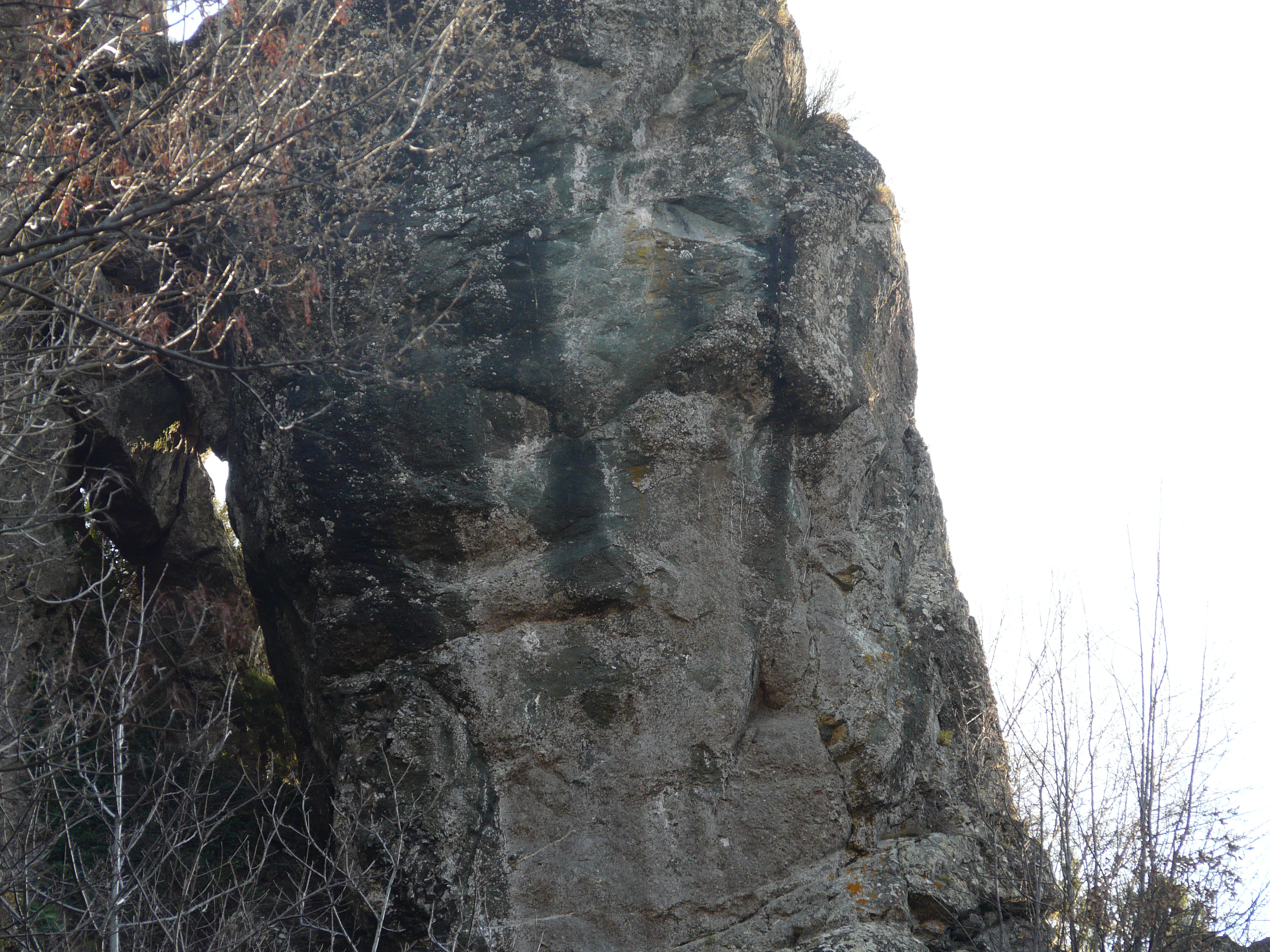
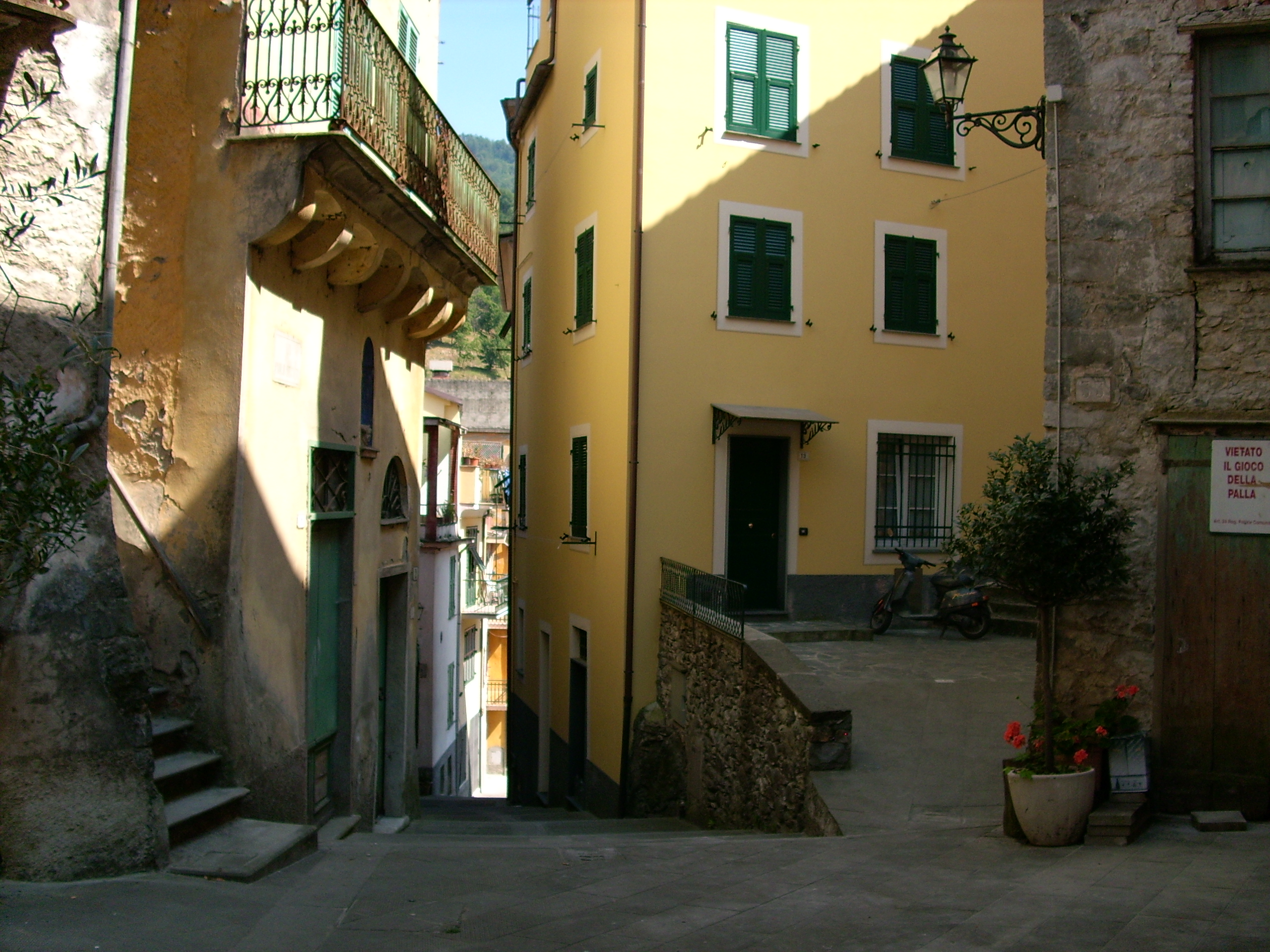
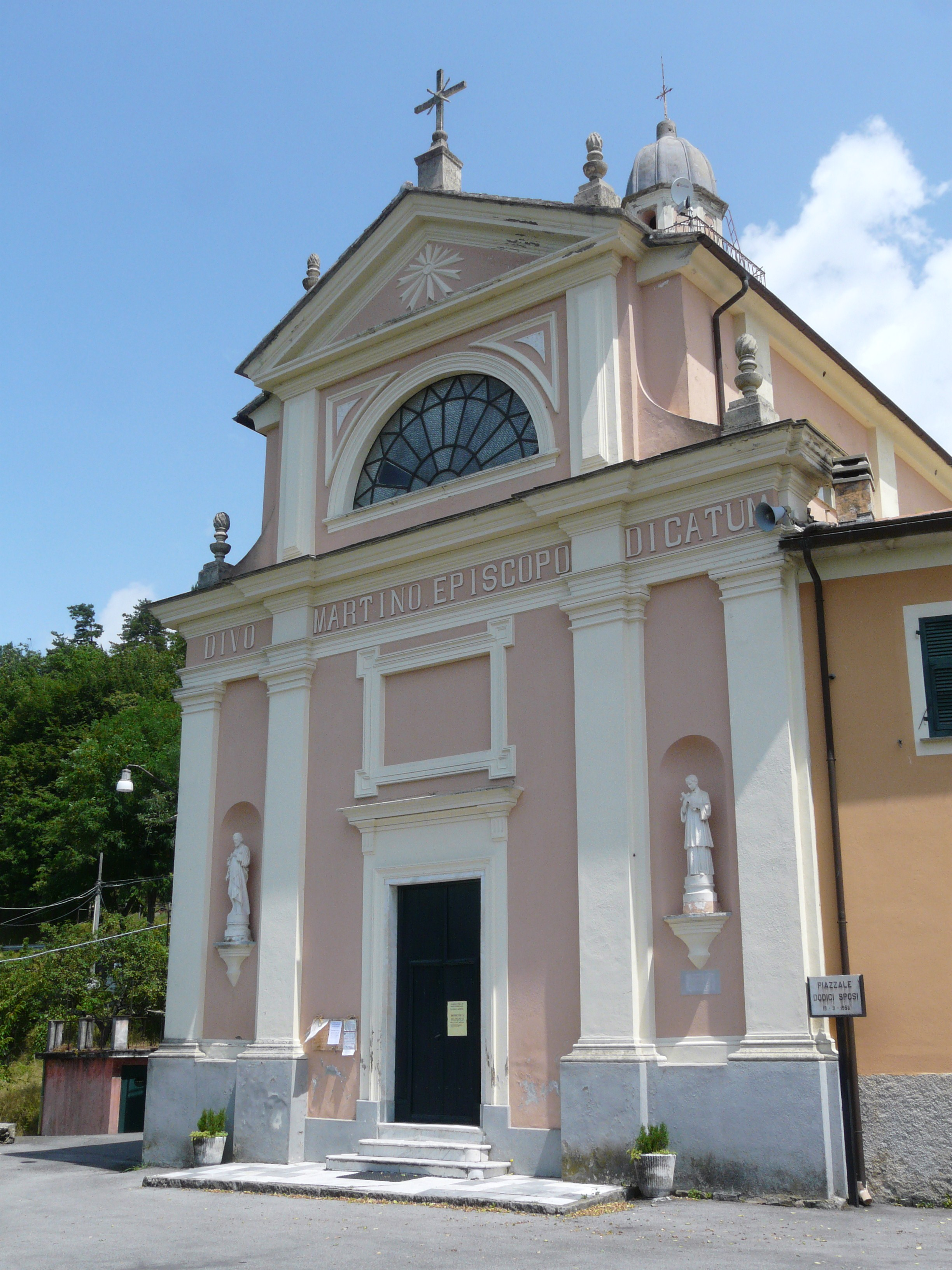
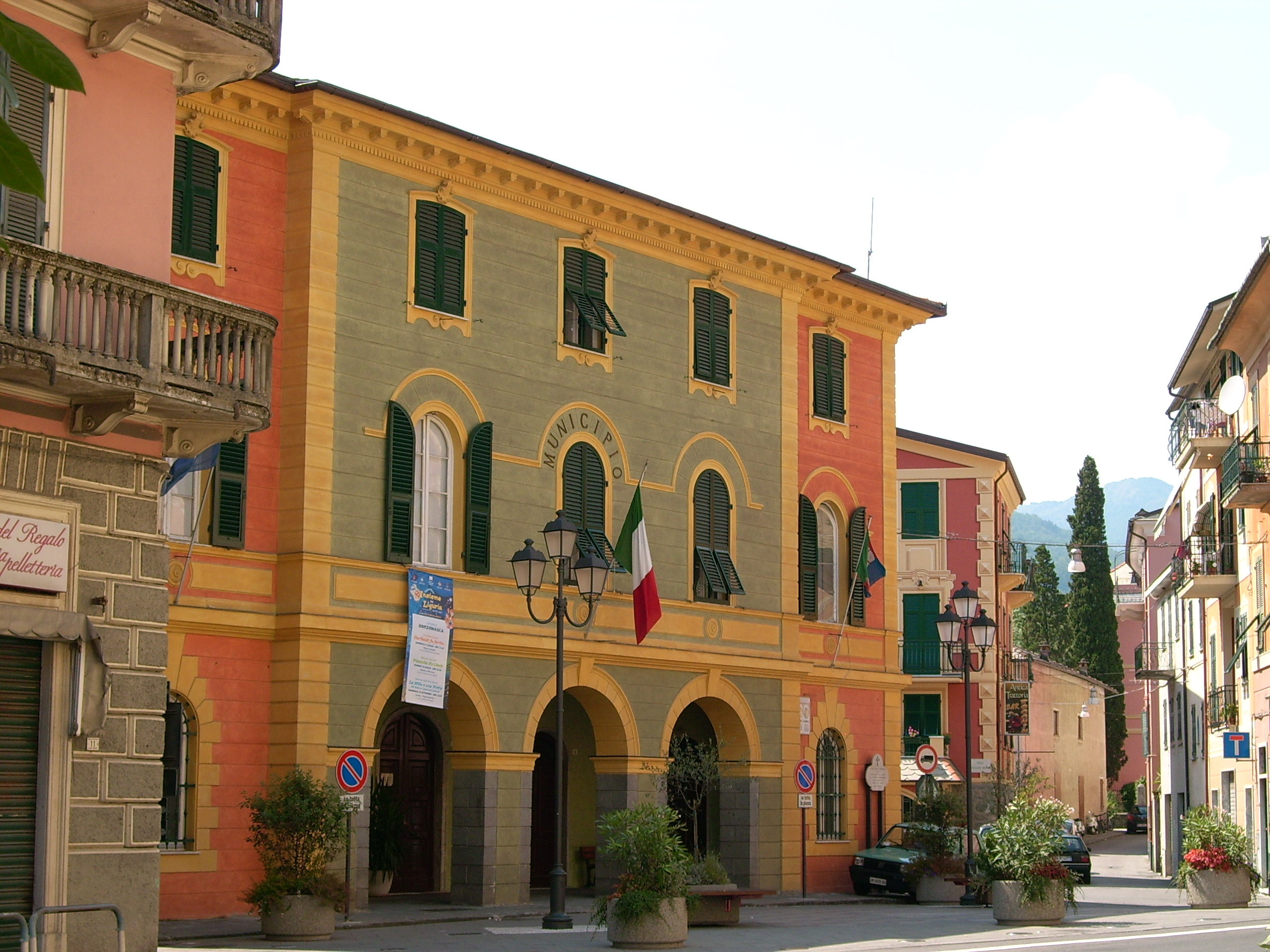